# Christian II d'Anhalt-Bernbourg
Pour les articles homonymes, voir Christian II.
Christian II (11 août 1599, Amberg – 22 septembre 1656, Bernbourg) est prince d'Anhalt-Bernbourg de 1630 à sa mort.
Fils du prince Christian Ier et de sa femme Anne de Bentheim-Steinfurt-Tecklembourg-Limbourg, il succède à son père à sa mort. Sa principauté est ravagée par les mercenaires de la guerre de Trente Ans.

## Descendance

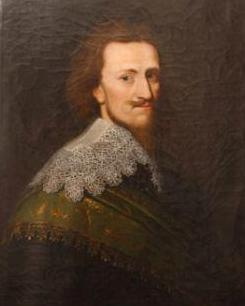
Christian II d'Anhalt-Bernbourg

Le 28 février 1625, Christian épouse sa cousine Éléonore-Sophie de Schleswig-Holstein-Sonderbourg (en) (14 février 1603 – 5 janvier 1675), fille du duc Jean de Schleswig-Holstein-Sonderbourg et de sa deuxième femme Agnès-Hedwige d'Anhalt (demi-sœur cadette de Christian Ier d'Anhalt-Bernbourg). Ils ont quinze enfants :
- Beringer (21 avril 1626 – 17 octobre 1627) ;
- Sophie (11 septembre 1627 – 12 septembre 1627) ;
- Joachim-Ernest (13 juin 1629 – 23 décembre 1629) ;
- Christian (2 janvier 1631 – 20 juin 1631) ;
- Erdmann-Gédéon (21 janvier 1632 – 4 avril 1649) ;
- Bogislaw (7 octobre 1633 – 7 février 1634) ;
- Victor-Amédée (6 octobre 1634 – 14 février 1718), prince d'Anhalt-Bernbourg ;
- Éléonore-Hedwige (28 octobre 1635 – 10 septembre 1685) ;
- Ernestine-Auguste (23 décembre 1636 – 5 octobre 1659) ;
- Angélique (6 juin 1639 – 13 octobre 1688) ;
- Anne-Sophie (13 septembre 1640 – 25 avril 1704), épouse en 1664 le comte Georges-Frédéric de Solms-Sonnewalde ;
- Charles-Ursinus (18 avril 1642 – 4 janvier 1660) ;
- Ferdinand-Christian (23 octobre 1643 – 14 mars 1645) ;
- Marie (25 janvier 1645 – 5 janvier 1655) ;
- Anne-Élisabeth d'Anhalt-Bernbourg (19 mars 1647 – 3 septembre 1680), épouse en 1672 le duc Christian-Ulrich Ier de Wurtemberg-Oels.